# Чезоли (Л'Аквила)
Чезоли (итал. Cesoli) је насеље у Италији у округу Л'Аквила, региону Абруцо.
Према процени из 2011. у насељу је живело 54 становника. Насеље се налази на надморској висини од 874 м.